# Nynke Dekker
Nynke Hester Dekker (Amsterdam, 2 april 1971) is een Nederlands hoogleraar moleculaire biofysica aan het Kavli Institute of Nanoscience van de Technische Universiteit Delft. Dekker is internationaal bekend vanwege haar baanbrekend onderzoek naar individuele DNA- en RNA-moleculen en hun wisselwerking met eiwitten in bacteriën, virussen en eukaryoten (organismen waarvan de cellen celkernen bevatten). Ze beschreef hoe viruseiwitten fouten inbouwen in het RNA van virussen. In 2020 was zij een van de vier laureaten van de NWO-Spinozapremie.

## Biografie
De in Amsterdam geboren Dekker, dochter van een staflid bij de Verenigde Naties, studeerde in de Verenigde Staten natuurkunde en toegepaste wiskunde. In 1993 behaalde ze cum laude haar bachelordiploma aan de Yale-universiteit waar ze verbonden was aan het Reed Lab (Mark A. Reed Group) alsmede in 1994 ook cum laude een doctorandustitel in de natuurkunde aan de Universiteit Leiden. In 1996 verkreeg ze haar mastergraad in de atoomfysica aan de Harvard-universiteit. Aan deze universiteit promoveerde ze in 2000 op het proefschrift Guiding atoms on a chip, 1999 over cesiumatomen op een microchip. Daarna ging ze naar Parijs, waar ze een postdoc-positie verwierf in de biofysica aan de École normale supérieure. Hier stapte ze over naar het gebied van biofysica. In 2002 kwam Dekker terecht op de Technische Universiteit in Delft waar ze achtereenvolgens universitair docent en universitair hoofddocent was om ten slotte in 2008 te worden benoemd tot hoogleraar.

## Werk
Tijdens haar onderzoek gebruikt Dekker natuurkundige technieken en methodes om de werking te bestuderen van moleculen en proteïnes die essentieel zijn voor cellulaire processen, zoals het kopiëren en vertalen van DNA en het repareren van foutjes in RNA en DNA. Voor dit onderzoek ontwerp, ontwikkelt en gebruikt Dekker innovatieve nanotechnologie-tools. Dit betreft onder andere magnetische en optische pincetten en nanoporiën.
Als resultaat van haar onderzoek publiceerde ze bijvoorbeeld hoe virusproteïnes fouten in het virale RMA invoegen zodat virussen kunnen muteren en daardoor beter kunnen overleven in een steeds veranderende omgeving, alsmede hoe antivirale remmers deze proteïnes verstoren. Haar onderzoek in de enkel-molecuul biofysica is van fundamentele interesse, maar het begrijpen van biomoleculaire interacties ligt ten grondslag aan toekomstige medische toepassingen.

## Onderscheidingen
- 2007: European Young Investigators Award
- 2013: Emmy Noether Award van de European Physical Society (EPS)
- 2013: ERC Consolidator Grant van de Europese onderzoeksraad
- 2018: NWO TOP-subsidie
- 2018: ERC Advanced Grant
- 2020: NWO-Spinozapremie